# Szczęsny Bronowski

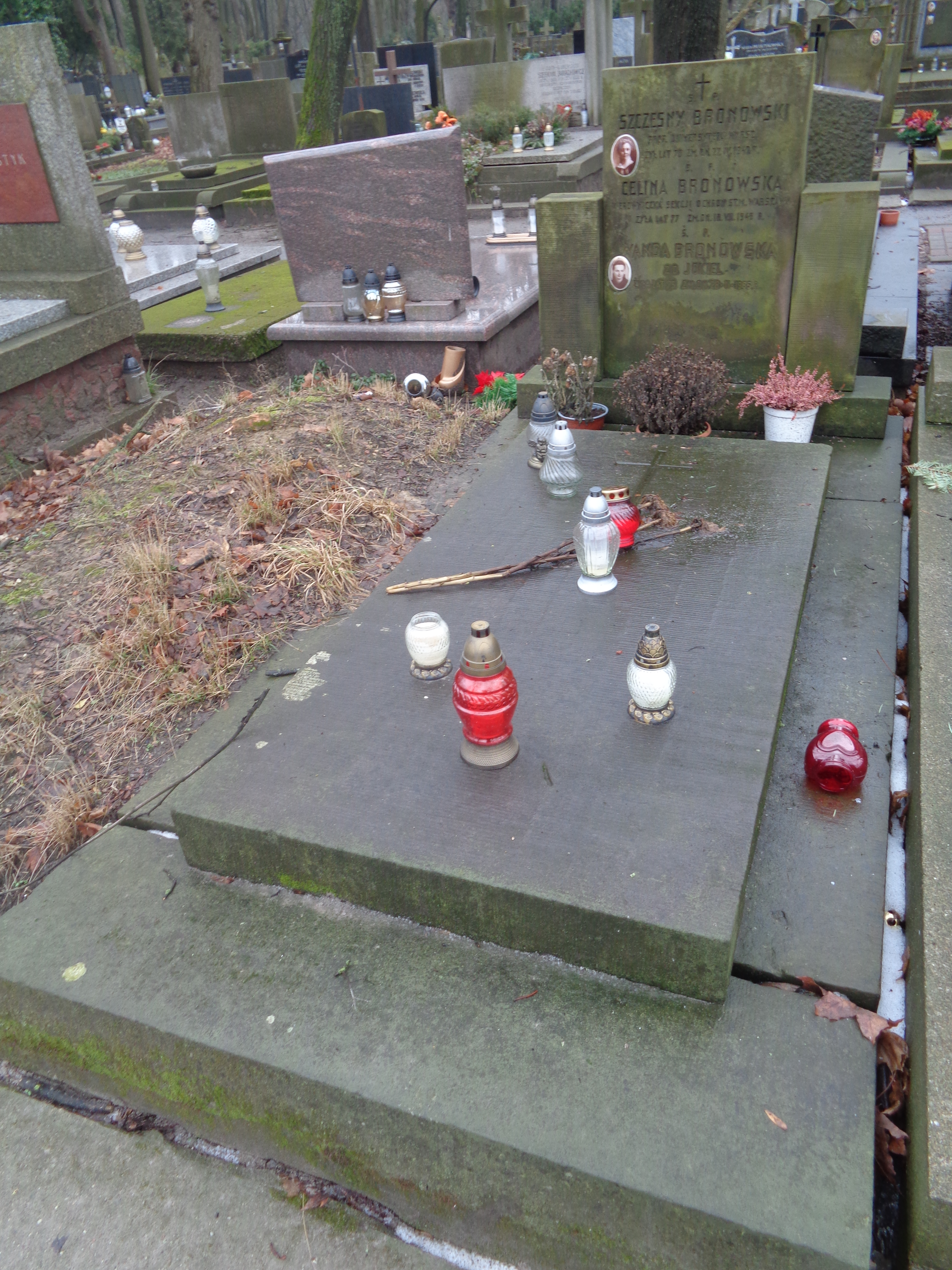
Grób Szczęsnego Bronowskiego na Cmentarzu Powązkowskim

Szczęsny Marian Bronowski (ur. 1 stycznia 1864 w Krasnohorce, zm. 26 kwietnia 1942 w Warszawie) – lekarz internista, działacz oświatowy.

## Życiorys
Syn Konstantego i Sabiny z Jaxa-Bykowskich. Od 1900 roku był członkiem Ligi Narodowej. Członek pierwszego Koła Głównego Towarzystwa Oświaty Narodowej. Od 1923 dyrektor Szpitalu Św. Ducha w Warszawie, profesor Uniwersytetu Warszawskiego i Akademii Stomatologicznej w Warszawie. Ogłosił pierwsze polskie doniesienie na temat mononukleozy zakaźnej (w 4 lata po Emilu Pfeifferze). Zajmował się także filozofią medycyny i należał do polskiej szkoły filozofii medycyny. W 1930 ożenił się z Marią ks. Giedroyć.

## Dorobek naukowy
- Kilka przypadków gorączki gruczołowej (Drüsenfieber) u dzieci (1893)
- Podstawowe sposoby klinicznego badania chorób wewnętrznych (1922).